# Cladocroce aculeata
Cladocroce aculeata är en svampdjursart som beskrevs av Gustavo Pulitzer-Finali 1982. Cladocroce aculeata ingår i släktet Cladocroce och familjen Chalinidae. Inga underarter finns listade i Catalogue of Life.